# Langer Emil (Reutlingen)
Der Lange Emil war ein im November 1927 als Ersatz für fünf kleinere Kamine erbauter 101 Meter hoher Stahlbetonschlot der Textilfirma Ulrich Gminder (UG) in Betzingen, einem Stadtteil von Reutlingen in Baden-Württemberg.

## Geschichte
Der Schornstein auf dem UG-Firmengelände in der Tübinger Straße erhielt seinen Namen nach dem technischen Direktor der Firma Ulrich Gminder (UG), Emil Gminder.
Der Schornstein wurde durch das Kieler Betonbauunternehmen Ohle & Lovisa – das 1927 auch den Schornstein für das Elektrizitätswerk in Kiel-Wik errichtete – nach dem US-amerikanischen Verfahren „System Heine“ erbaut und „verkörperte symbolisch auch den geschäftlichen Höhepunkt in der Geschichte des Industriebetriebs“. Der Zementbau war innen mit einer 12 cm dicken Backsteinschicht ausgefüttert und in etwa auf einer Höhe von 40 m mit dem Firmenlogo versehen. Nach Fertigstellung konnten die fünf alten Kamine gesprengt werden. Im Dritten Reich wurde die Werkszeitung der Firma Gminder nach dem Schornstein benannt. Wie auch andere Werkanlagen bekam der Schornstein im Zweiten Weltkrieg einen Tarnanstrich, der 1955 wieder entfernt wurde. Im Rahmen der Baumaßnahme wurde der Kamin auf Risse und Schäden inspiziert und eine Leiter montiert. Nach Emil Gminders Tod wurde die UG von Bosch im April 1964 komplett übernommen. 1966 wurde es aufgrund des Übergangs von einer Kohle- auf Ölfeuerung nötig, die sechs Dehnungsfugen gegen schwefelige Säuren zu schützen und die Rauchaustrittsgeschwindigkeit durch Verengung der Schornsteinmündung von 3 m auf 1,2 m zu verringern. Im Kamin wurde ein Stahlrohrgerüst mit Seilwinde zur Material- und Personenbeförderung errichtet.
Nachdem Hans Lutz Merkle am 1. Oktober 1958 von der UG zur Firma Robert Bosch GmbH gewechselt hatte, wurde 1960 auch das UG-Werksgelände von der Firma Bosch übernommen, das auf dem Langen Emil auch ihren Firmennamen anbringen ließ. Der Lange Emil war in Gebrauch bis 1984, als eine neue Heizzentrale seine Funktion übernahm. Im Oktober 1985 wurde er mittels eines Baggers mit Unterstützung eines 120 m hohen Krans abgemeißelt, da er aufgrund der Inbetriebnahme neuer Kessel nicht mehr erforderlich war. Seine Funktion wurde von drei 36 m hohen Stahlrohren übernommen. Die Abrisskosten beliefen sich auf 500.000 D-Mark. Die unteren zehn Meter des Turmes erhielt man und richtete im verbliebenen Stumpf zwei Besprechungsräume ein, die sogenannten „Kaminzimmer“ der Firma Bosch.

## Daten
| Höhe ab Geländeoberkante   | 101 m  |
| Durchmesser am Fuß         | 7,15 m |
| lichte Weite am Fuß        | 6,35 m |
| Durchmesser an der Spitze  | 3,64 m |
| lichte Weite an der Spitze | 3,34 m |